# (17627) Humptydumpty
(17627) Humptydumpty est un astéroïde de la ceinture principale.

## Description
(17627) Humptydumpty est un astéroïde de la ceinture principale. Il fut découvert par Takeshi Urata le 27 janvier 1996 à l'observatoire de Nihondaira. Il présente une orbite caractérisée par un demi-grand axe de 3,199 UA, une excentricité de 0,149 et une inclinaison de 0,948° par rapport à l'écliptique.
Il fut nommé en hommage au personnage d'Humpty-Dumpty (parfois également traduit sous le nom de Gros Coco), personnage en forme d'œuf dans De l'autre côté du miroir, de Lewis Carroll.

## Compléments